# Теке (озеро, Федоровский район)
Теке (каз. Теке) — озеро в Фёдоровском районе Костанайской области Казахстана. Находится в 13 км к югу от села Малороссийка, ранее совхоз Украинский.
По данным топографической съёмки 1944 года, площадь поверхности озера составляет 1,37 км². Наибольшая длина озера — 1,8 км, наибольшая ширина — 0,9 км. Длина береговой линии составляет 4,8 км, развитие береговой линии — 1,13. Озеро расположено на высоте 208,4 м над уровнем моря (по другим данным — 207,9 м).